# Relació total
En matemàtiques, una relació binaria R sobre un conjunt X és total si per a tot a i b de X, a està relacionat amb b o b està relacionat amb a (o es donen els dos casos).
En notació matemàtica, això s'escriu
{\displaystyle \forall a,b\in X,\ aRb\lor bRa.}
Fixeu-vos que això implica reflexivitat.
Per exemple, "és més petit o igual que" és una relació total sobre el conjunt dels reals, perquè, per a qualsevol parell de nombres, o bé un és més gran o igual que l'altre o viceversa. Per altra banda, "és més petit que" no és una relació total, donat que es poden triar dos nombres iguals, i llavors ni el primer és més petit que el segon ni el segon és més petit que el primer. La relació "és un subconjunt propi de" tampoc és total.
De les relacions totals, de vegades es diu que tenen comparabilitat.